# 貝萊盧亞
48°29′55″N 25°28′39″E / 48.49861°N 25.47750°E
贝莱盧亞（羅馬化：Beleluia）是烏克蘭西部的村莊，隸屬于伊萬諾-弗蘭科夫斯克州科洛梅亞區的斯尼亚滕市镇。該村面積13.5平方公里，2001年人口1,500，人口密度每平方公里111.2人。

## 知名人物
- 納塔利婭·科布倫斯卡